# Elektron (aleación)

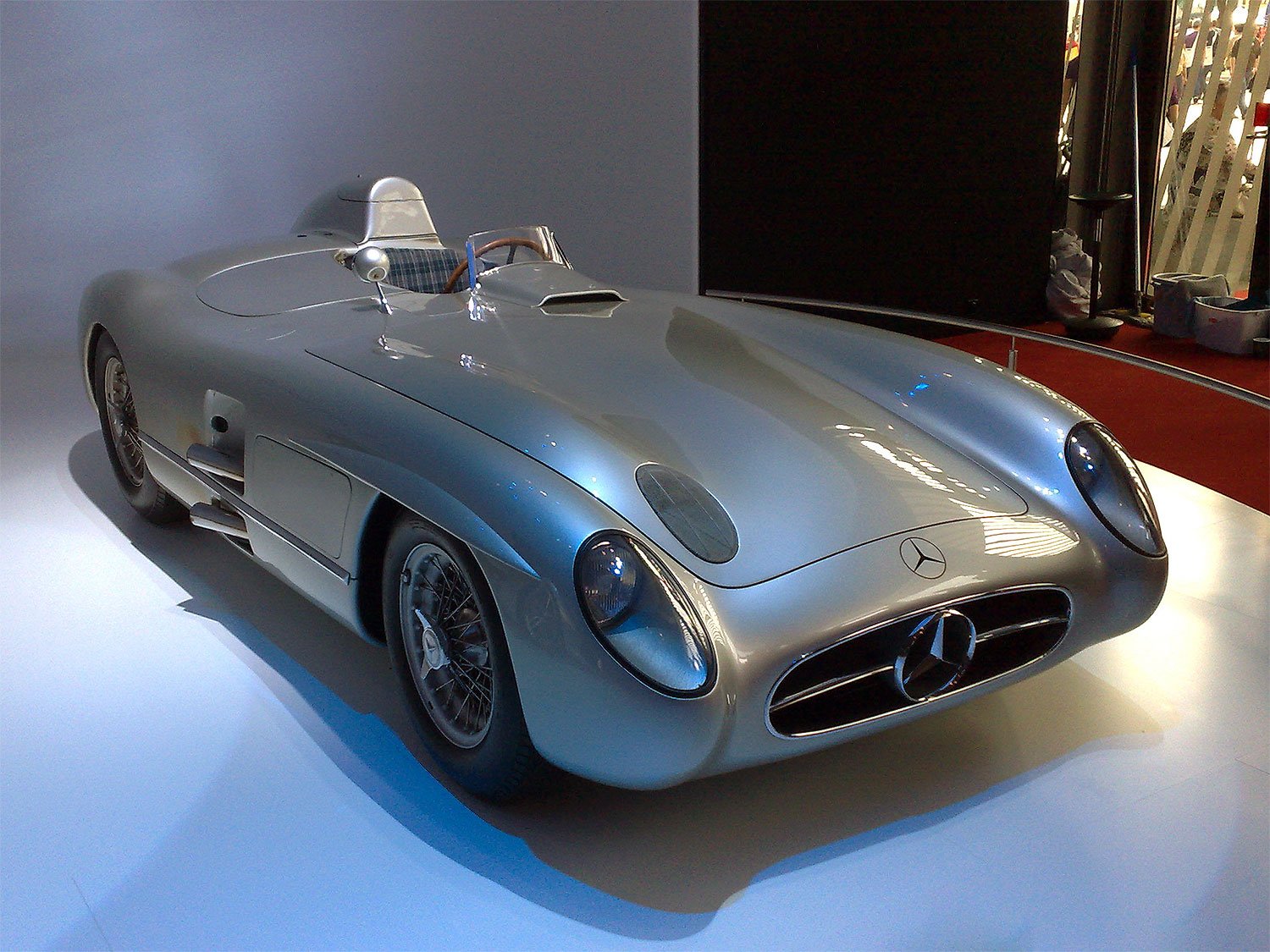
El Mercedes Benz 300 SLR de 1955, con carrocería de Elektron.

Elektron es la marca registrada de una amplia gama de aleaciones de magnesio, fabricadas por la empresa británica Magnesium Elektron Limited. Hay alrededor de 100 aleaciones en la gama Elektron, que contienen del 0% al 9,5% de algunos de los siguientes elementos en proporciones variables: aluminio (<9,5%), itrio (5,25%), neodimio (2,7%), plata (2,5%), gadolinio (1,3%), zinc (0,9%), circonio (0,6%), manganeso (0,5%) y otros metales de tierras raras.
Las cantidades variables de elementos de aleación (hasta un 9,5%) añadidas al magnesio dan como resultado cambios en sus propiedades mecánicas, como una mayor resistencia a la tracción, resistencia a la fluencia, estabilidad térmica o resistencia a la corrosión. El Elektron es inusualmente ligero y tiene un peso específico de aproximadamente 1,8 kg/dm3 en comparación con los 2,8 de algunas aleaciones de aluminio o los 7,9 del acero. La densidad relativamente baja del magnesio hace que sus variantes de aleación sean adecuadas para su uso en automovilismo y en aplicaciones de ingeniería aeroespacial.

## Historia
El Elektron o Elektronmetall fue desarrollado por primera vez en 1908 por Gustav Pistor y Wilhelm Moschel en la factoría de Chemische Fabrik Griesheim-Elektron (CFGE o CFG) de la localidad de Bitterfeld, cuya sede se encontraba en Griesheim am Main, Alemania. La composición de la aleación Elektron inicial era de aproximadamente Mg 90%, Al 9%, y otros elementos un 1%. En su pabellón de la Feria Internacional de Aviación (Internationale Luftschiffahrt-Ausstellung, ILA) en Fráncfort en 1909, CFG exhibió un motor Adler de 75HP con un cárter de aleación de magnesio fundido. En la Exposición Aérea de Fránkfort de 1909 también participó August Euler (1868-1957), propietario de la licencia de piloto alemana nº 1, que fabricó biplanos Voisin bajo licencia en Griesheim am Main. Sus aviones Voisin con motores Adler de 50 caballos volaron en octubre de 1909.
La compañía CFG se unió a la recién creada IG Farben como empresa asociada en 1916. Durante la ocupación aliada después de la Primera Guerra Mundial, el mayor Charles J.P. Ball de la Real Artillería a Caballo estuvo estacionado en Alemania. Más adelante fue contratado por F.A. Hughes and Co. Ltd., que comenzó a fabricar Elektron en el Reino Unido con licencia de IG Farben alrededor de 1923.
CFG se fusionó completamente con el conglomerado IG Farben en 1925, junto con Versuchsbau Hellmuth Hirth (un fabricante de aleaciones de cobre), y se formó otra empresa, Elektronmetall Bad Cannstatt Stuttgart. En 1935, IG Farben, ICI y FA Hughes and Co. (22% de acciones) fundaron Magnesium Elektron Ltd. de Clifton, Gran Mánchester. La empresa todavía fabrica aleaciones en 2017.

## Usos
El Elektron se ha utilizado en aplicaciones aeronáuticas, en zepelines y en automovilismo. En 1924, las aleaciones de magnesio (AZ; 2,5–3,0% Al; 3,0–4,0% Zn) se utilizaron en pistones de automóviles fundidos a presión por Elektronmetall Bad Cannstatt, otra empresa de IG Farben formada a partir de Versuchsbau Hellmuth Hirth.
Siemens-Halske utilizó carcasas de Elektron para su teleimpresora militar Hellschreiber.
Las bombas incendiarias que utilizan Elektron fueron desarrolladas hacia el final de la Primera Guerra Mundial tanto por Alemania (la Elektronbrandbombe o Stabbrandbombe B-1E) como por el Reino Unido. Aunque ninguno de los bandos utilizó este tipo de bombas operativamente durante el conflicto, Erich Ludendorff mencionó en sus memorias un plan para bombardear París con un nuevo tipo de bomba incendiaria con el objetivo de abrumar a las compañías de bomberos de la ciudad. Esta incursión planificada también se informó en Le Figaro el 21 de diciembre de 1918. La ligereza del Elektron significaba que un gran avión como el bombardero Zeppelin-Staaken Riesenflugzeuge podía transportar cientos de minibombas.
Las bombas incendiarias británicas y alemanas, utilizadas ampliamente durante la Segunda Guerra Mundial, pesaban alrededor de 1 kg y consistían en una carcasa exterior de aleación de Elektron, que se llenaba con esferas de termita y se le instalaba una espoleta en la punta. La espoleta encendía la termita, que a su vez encendía la carcasa de magnesio; que ardía durante unos 15 minutos. Intentar apagar el fuego con agua solo intensificaba la reacción. No se podía apagar con métodos habituales, y ardía a una temperatura tan alta que podía penetrar una plancha de blindaje.
La carrocería del coche de carreras Mercedes-Benz 300 SLR estaba hecha de Elektron. Cuando se estrelló y estalló en llamas durante la carrera de Le Mans de 1955, los espectadores en las gradas recibieron una lluvia de fragmentos en llamas. Los auxiliares que echaban agua sobre los fuegos solo empeoraron la situación, y los restos del accidente ardieron durante varias horas. Además del conductor Pierre Levegh, el número de fallecidos fue de entre 80 y 84 espectadores, muertos por los fragmentos proyectados o por el fuego, con otras entre 120 y 178 personas heridas.